# ندوت (المهرة)

تعديل مصدري - تعديل

ندوت (تجمعات بدويه) هي إحدى التجمعات البدويه في عزلة الغيظة بمديرية الغيظة التابعة لمحافظة المهرة، بلغ تعداد سكانها 81 نسمة حسب تعداد اليمن لعام 2004.